# Премия имени академика А. А. Скочинского
Премия имени академика А. А. Скочинского — научная награда, присуждаемая ежегодно за основополагающие научные работы, открытия, крупные изобретения и проектно-конструкторские разработки, направленные на коренное улучшение условий труда и повышение безопасности работ в угольной промышленности.

## Учредители премии
Учреждена в 1974 году министерством угольной промышленности СССР и Центральным правлением Научно-технического горного общества (НТГО) в ознаменование 100-летия со дня рождения академика А. А. Скочинского.
Премия вручалась на основании совместного решения Коллегии Министерства угольной промышленности СССР и Президиума Центрального правления НТГО. Дипломы лауреатов подписывались Министром угольной промышленности СССР и Председателя Центрального правления НТГО.
С 2002 года учредителями премии являются:
- Министерство промышленности и энергетики Российской Федерации;
- Федеральный горный и промышленный надзор России;
- Российская Академия естественных наук;
- Академия горных наук;
- Институт горного дела им. А. А. Скочинского;
- Научно-исследовательский институт проблем охраны труда;
- Московский государственный горный университет;
- Сибирская угольная энергетическая компания (СУЭК).

Представители этих организаций входят в Совет учредителей премии им. академика А. А. Скочинского.
Порядок отбора конкурсных работ, условий и порядок присуждения премии определяются «Положением о премии им. академика А. А. Скочинского» — опубликовано в журнале «Безопасность труда в промышленности» № 3, 2002 — С. 60.

## Круг соискателей

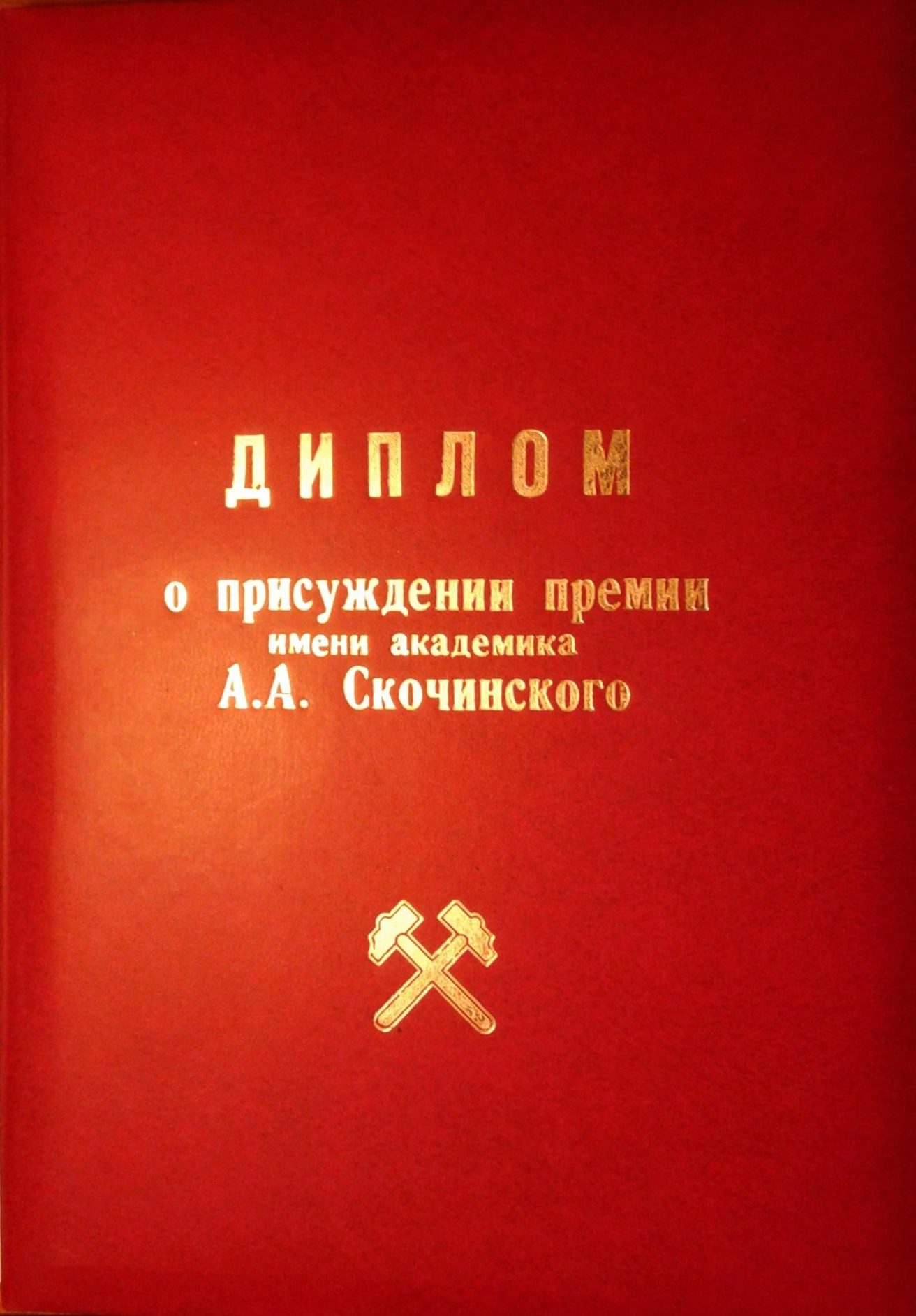
Диплом лауреата Премии им. академика А. А. Скочинского,1981

Премия присуждается руководителям, научным и инженерно-техническим работникам научных, образовательных и производственных организаций.
Основанием для присуждения премии являются результаты основополагающих теоретических исследований, важных актуальных проектно-конструкторских разработок, внедрение способов, средств и инженерно-технических мероприятий по улучшению условий труда, повышение безопасности на предприятиях угольной и горнорудной промышленности, за уменьшение отрицательного влияния горнодобывающих предприятий на экологическую обстановку в прилегающих районах.
Направления исследований и разработок, которые могут претендовать на соискание премии: 
1. Вентиляция шахт и рудников.
2. Повышение интенсивности воздухообмена в карьерах.
3. Методы контроля состава и состояния рудничной атмосферы.
4. Дегазация и управление газовыделением в шахтах и рудниках.
5. Способы и средства утилизации шахтного метана.
6. Борьба с пылью в шахтах, рудниках и карьерах.
7. Уменьшение взрывоопасности шахт.
8. Исследование газодинамических процессов в шахтах и рудниках с целью уменьшения опасности разработки выбросоопасных и удароопасных угольных пластов и рудных месторождений.
9. Создание нормальных санитарно-гигиенических условий труда при технологических процессах в шахтах, рудниках, карьерах и на обогатительных предприятиях.
10. Разработка способов и средств индивидуальной защиты органов дыхания горнорабочих.
11. Борьба с самовозгоранием угля и руд в шахтах, рудниках и карьерах.
12. Повышение общей устойчивости шахт угольной промышленности Российской Федерации против аварий.
13. Борьба с высокими температурами воздуха в глубоких шахтах и рудниках.
14. Разработка эффективных способов и средств ведения горноспасательных работ.
15. Разработка нормативных и правовых документов по обеспечению безопасных условий труда и техники безопасности в горном деле.

## Организация и условия конкурса
Премия присуждается за основополагающие теоретические исследования и за широкое практическое применение результатов научно-технических разработок.
Присуждение премии имени академика А. А. Скочинского производится ежегодно.
На соискание премии могут быть представлены работы отдельных авторов или коллектива авторов (не более 5 человек).
Премия имени академика А. А. Скочинского может быть присуждена повторно за другую работу не ранее, чем через 10 лет после предшествующего присуждения.
Работы, удостоенные ранее государственных премий или именных академических премий, на соискание премии имени академика А. А. Скочинского не принимаются.
Лауреатами премии имени академика А. А. Скочинского могут быть граждане Российской Федерации, а также коллеги — соавторы по представленной работе — граждане зарубежных стран.

## Выдвижение соискателей
Право выдвижения работ на соискание премии имени академика А. А. Скочинского предоставляется предприятиям и организациям Российской Федерации: 
- ученым советам научно-исследовательских институтов угольной и горнорудной промышленности;
- ученым советам высших учебных заведений горного профиля Российской Федерации;
- техническим советам шахт, угольных компаний, концернов и ассоциаций угольной и горнорудной промышленности;
- научно-техническим советам проектных и конструкторских организаций.

## Оценка работ и присуждение премии
Научно-техническая оценка поступивших на конкурс работ производится Комиссией по присуждению премии.
Комиссия принимает решение о присуждении премии имени академика А. А. Скочинского после рассмотрения всех представленных материалов с учетом заключений (рецензий) не менее двух независимых экспертов по каждой работе.
Решение по работам принимается тайным голосованием членов Комиссии. Положительным считается решение, принятое большинством голосов (более половины кворума присутствующих на заседании Комиссии).
Лауреатам премии вручается Диплом установленного образца и почётный нагрудный знак.

## Информирование о лауреатах
Результаты конкурса работ публикуется Комиссией по премии в научно-технических журналах:
- «Уголь»;
- «Горный вестник»;
- «Безопасность труда в промышленности»;
- «Горный журнал»;
- «Рациональное освоение недр»;
- «Маркшейдерия и недропользование».

## Лауреаты премии им. академика А. А. Скочинского
| Год  | Лауреат премии | Конкурсная работа |
| ---- | --- | --- |
| 1976 | В. Л. Божко; Г. Ф. Лидин; Н. А. Мясников; А. Э. Петросян                                                                          | За работу «Научные исследования в области прогнозирования газообильности шахт, направленные на обеспечение безопасных условий при высокопроизводительной разработке газоносных месторождений угля» |
| 1977 | А. В. Докукин; М. С. Анциферов; В. С. Иванов; И. Д. Коник; М. Ф. Малюга                                                           | За работу «Разработка и внедрение сейсмоакустического способа прогноза выбросоопасного состояния угольных пластов на шахтах Донбасса» |
| 1978 | И. В. Сергеев; А. М. Морев; А. Т. Айруни; Е. П. Преображенская; Л. Г. Карагодин                                                   | За работу «Комплекс исследований по дегазации шахт и их практическая реализация на шахтах угольной промышленности СССР» |
| 1978 | Ф. А. Кожанов; А. С. Бессмертный; Ф. С. Клебанов; И. Г. Трофимов; А. К. Арнельянц                                                 | За работу «Разработка и внедрение эффективных способов герметизации шахтных вентиляционных сооружений» |
| 1979 | А. М. Дмитриев; Н. Н. Куликов; А. И. Кравцов; Е. В. Терентьев; В. Я. Колесник                                                     | За работу «Комплекс исследований по изучению при геологоразведочных работах газоносности угольных работ и вмещающих пород и их практическую реализацию для угольной промышленности» |
| 1980 | И. Л. Эттингер; Яновская; Ю. Ф. Васючков; Р. М. Кривицкая; М. А. Ермаков                                                          | За работу «Физико-химические основы борьбы с метаном в угольных шахтах» |
| 1980 | Д. М. Шереденин; В. А. Садчиков; И. А. Швец; С. К. Баймухаметов; Ю. Г. Елтуков                                                    | За работу «Разработка и внедрение комплексного способа дегазации разрабатываемых пластов с применением гидроразрыва» |
| 1981 | В. Г. Бадим; А. М. Климанов; Э. М. Соколов; В. Д. Власов; И. Т. Усков                                                             | За работу «Разработка и внедрение эффективных способов и средств вентиляции Подмосковного бассейна» |
| 1981 | А. И. Бобров; Д. В. Кузьмин; Б. В. Балинский; Н. И. Устинов; Б. А. Грядущий                                                       | За работу «Комплекс исследований и практическая реализация способов борьбы с газом на выемочных участках средствами вентиляции при высоких нагрузках на очистной забой в условиях Донбасса» |
| 1982 | Е. И. Онтин; И. Г. Легкодух; И. Г. Ищук; В. И. Бандурин; О. С. Костромов                                                          | За работу «Научные исследования, разработка и практическая реализация новых способов и средств профилактической обработки пластов жидкостями с целью снижения пылеобразования при выемке угля» |
| 1982 | А. Н. Щербань; Н. Н. Хохотва; В. А. Кузин; Г. М. Цупал; Н. С. Сургай                                                              | За работу «Комплекс научных исследований в области прогноза и регулирования теплового режима угольных шахт, направленных на обеспечение нормальных условий при высокопроизводительной выемке пластов на большой глубине» |
| 1982 | Л. Д. Воронина; В. В. Кудряшов; В. И. Усков; Е. Н. Челизов; И. П. Петров                                                          | За работу «Научные основы гидрообеспыливания угольных шахт в условиях отрицательных и знакопеременных температур, обеспечивающие внедрение высокопроизводительной техники и безопасные условия труда по пылевому фактору» |
| 1982 | Б. И. Басовский; Е. Ф. Карпов; В. В. Попов; В. В. Вильчицкий; И. Э. Биренберг                                                     | За работу «Исследование и разработка методов и средств комплексной диагностики шахтных систем автоматического контроля метана» |
| 1983 | Л. Д. Воронцова; В. В. Кудряшов                                                                                                   | За работу «Разработка научных основ гидрообеспыливания угольных шахт в условиях отрицательных и знакопеременных температур, обеспечивающих внедрение высокопроизводительной техники и безопасности условий труда по пылевому фактору» |
| 1984 | А. С. Бурчаков; С. А. Ярунин; Н. В. Ножкин; Н. Х. Шаринов; В. А. Дубов                                                            | За работу «Разработка и внедрение метода комплексной дегазации угленосной толщи с использованием гидрорасчленением и пластовых скважин» |
| 1984 | И. В. Зверев; В. А. Бова; М. А. Долгова; М. И. Зильбершмидт                                                                       | За работу «Исследования закономерностей строения газонасыщенного угольного вещества в условиях внешних воздействий» |
| 1985 | М. И. Большинский; Ю. Т. Хорунжий; О. А. Колесов; И. С. Фридман; В. В. Репецкий; Ю. С. Пикалов                                    | За работу «Разработка и внедрение на шахтах Донбасса в 1972-1984 годах способов вскрытия выбросоопасных пластов, повышающих безопасность работ и технико-экономические показатели предприятия» |
| 1985 | А. С. Кузьмич; В. Е. Александров; Н. Р. Шевцов; Б. И. Вайнштейн; В. В. Мамаев                                                     | За работу «Разработка научных основ и создание системы автоматического подавления и локализации воспламенений метана и угольной пыли, возникающих при взрывных работах в угольных шахтах» |
| 1986 | В. И. Кузяра; А. И. Сусло; А. Д. Столяров; Г. А. Абакумов; В. М. Секлетов                                                         | За работу «Внедрение комплексных мер, направленных на безопасности труда и улучшение условий труда горнорабочих на шахте им. В. М. Бажанова» |
| 1986 | Л. И. Зенкович; Т. Я. Мхатвари; М. С. Житлёнок; В. Я. Рудой; Н. Д. Польский                                                       | За работу «Разработка и внедрение на шахтах Центрального района Донбасса способа повышения надёжности и искусственного увеличения размеро взащищенной зоны при подработке и надработке крутых выбросоопасных пластов» |
| 1991 | А. Д. Алексеев | За работу «Комплекс геомеханических и физических исследований выбрасоопасности угольных пластов на больших глубинах и его внедрение» |
| 1995 | Н. Г. Матвиенко; В. В. Кудряшов                                                                                                   | |
| 1996 | Е. Я. Диколенко; А. Е. Пережилов; Б. А. Картозия; В. С. Ямщиков; Ю. Н. Спичак                                                     | За работу «Разработка и внедрение технологии формарования в массиве горных пород завес и способы контроля их качества» |
| 1997 | А.И. Вишницкий О.М. Ткаченко В.Н. Веретенник Д.А. Мещеряков А. А. Мещеряков                                                       | За работу «Разработка и освоение серийного производства анемометра переносного ручного АПР-2» |
| 2001 | С. В. Кузнецов; Н. Г. Матвиенко; В.А.Трофимов                                                                                     | За работу «Теоретические основы оценки геомеханического и газодинамического состояния угольных пластов и рудных месторождений в связи с проблемой обеспечения безопасности горных работ» |
| 2002 | Ю. Ф. Руденко | За работу «Разработка системы комплексного мониторинга вентиляции и пылевзрывобезопасности шахт» |
| 2003 | В. П. Мазикин; Г. А. Беспятов; В. Н. Вылегжанин; В. А. Колмаков; С. С. Золотых                                                    | За работу «Разработка и внедрение методов комплексного прогноза и управления аэрогазовыми ситуациями вентиляции и дегазации угольных шахт Кузбасса» |
| 2004 | В. В. Кудряшов | За работу «Комплекс исследований и разработка инженерно-технических мероприятий по связыванию отложившейся взрывоопасной угольной пыли морской водой в горных выработках шахты «Баренцбург» государственного треста «Арктикуголь» (архипелаг Шпицберген)»                                                                                            |
| 2005 | В. Г. Игишев; Л. П. Белавенцев; В. А. Портола; А. П. Фёдорович; Б. В. Чубаров                                                     | За работу «Разработка и внедрение новых способов локализации очагов самовозгорания угля в действующих выемочных полях Кузбасса» |
| 2006 | М. А. Иофис; И. И. Айнбиндер; И. В. Милетенко; Д. Л. Негурица; О. В. Овчаренко                                                    | За работу «Геомеханическое обеспечение безопасных условий ведения горных работ и эксплуатации объектов на поверхности при освоении недр» |
| 2007 | А. Т. Айруни; Г. Я. Полевщиков; Ю. М. Иванов; Е. Н. Козырева; Т. А. Киряева                                                       | За работу «Разработка методов управления газодинамическим состоянием разрабатываемых пластов на основе физико-химических свойств углей и углеметановых геоматериалов» |
| 2007 | А. М. Морев; А. А. Мартынов; Б. А. Грядущий; А. М. Брюханов; А. К. Яковенко                                                       | За работу «Разработка и внедрение комплекса способов и средств регулирования температуры воздуха в горных выработках глубоких шахт и рудников» |
| 2009 | В. И. Нифадьев; А. Е. Воробьёв; К. Г. Каргинов; В. И. Комащенко; Т. В. Чекушина                                                   | За работу «Разработка промышленнобезопасной технологии подземного выщелачивания бедных полиметаллических руд» |
| 2009 | И. Л. Машковцев; Е. В. Станис; С. Н. Деб                                                                                          | За работу «Разработка и внедрение в учебный процесс подготовки инженеров горно-экологического профиля системного подхода к освоению природоохранных технологий подземной добычи угольных месторождений, опасных по газовыделениям и внезапным выбросам метана, на основе анализа различных способов экологической защиты окружающей природной среды» |
| 2010 | С. Б. Алиев (Казахстан); А. М. Газалиев (Казахстан); Н. А. Дрижд (Казахстан); Б. М. Кенжин (Казахстан); Ю. М. Смирнов (Казахстан) | За работу «Создание системы повышения безопасности угольных шахт на основе адаптивного метода мониторинга углепородного массива» |
| 2012 | А. Д. Рубан; В. С. Забурдяев; В. Н. Захаров; С. Н. Подображин; В. В. Скатов                                                       | За работу «Научное обоснование параметров дегазационных систем угольных шахт» |
| 2012 | А. Г. Абинов; В. М. Плотников | За работу «Разработка, исследование и внедрение парашютных перемычек для обеспечения безопасности при ведении горноспасательных работ в угольных шахтах» |